# Nippon Steel & Sumitomo Metal Corporation
Nippon Steel & Sumitomo Metal Corporation (新日本製鐵株式會社 Shin Nippon Seitetsu Kabushiki-gaisha) (TYO: 5401
), også kaldet Shinnittetsu (新日鉄) er en japansk stålproducent. Selskabskonstruktionen er etableret i 2012 ved en fusion mellem Nippon Steel og Sumitomo Metal. Nippon Steel blev etableret i 1970, ved en fusion mellem Fuji Iron & Steel og Yawata Iron & Steel. Nippon Steel & Sumitomo Metal Corporation er verdens næststørste stålproducent med en produktion på 47,9 mio. tons råstål i 2012 (ArcelorMittal er verdens største). Koncernens omsætning var i 2011 på 4.090 mia. Yen og der var 60.508 ansatte (2011).

## Historie
Nippon Steel blev etableret ved en fusion af Yawata Iron & Steel (八幡製鉄 Yawata Seitetsu) og Fuji Iron & Steel (富士製鉄 Fuji Seitetsu). I 1981 oplevede Nippon Steel en økonomisk krise og virksomheden var tvunget til at lukke ovne. Dette fik virksomheden til at tænke anderledes og virksomheden begyndte bl.a. at dyrke champignons.

### Fusionen i 2012
I begyndelsen af 2011 lancerede Nippon Steel planer om en fusion med Sumitomo Metal Industries. Med Nippon Steels årsproduktion på 26,5 mio. tons stål årligt og Sumitomos 11 mio. tons. Fusionen kunne gøre virksomheden til verdens næststørste stålproducent. 1. oktober 2012 fusionerede Nippon Steel officielt med Sumitomo Metal Industries. Aktierne i den nye virksomhed er listet (under nummer 5401, det tidligere Nippon Steel nummer) som Nippon Steel & Sumitomo Metal Corp. Virksomhedernes logistikafdelinger blev sammenlagt 1. april 2013, under navnet "Nippon Steel & Sumikin Logistics Co., Ltd.", som er er 100 % ejet af Nippon Steel & Sumitomo Metal Corporation.

## Væsentligste værker
- Muroran, Hokkaido
- Kamaishi, Iwate-præfekturet
- Kimitsu, Chiba
- Tokyo
- Tōkai, Aichi (Nagoya)
- Sakai, Osaka
- Himeji, Hyogo (Hirohata)
- Hikari, Yamaguchi - stålrør
- Kitakyushu, Fukuoka (Yahata)
- Oita, Oita
- Kashima, Ibaraki
- Jōetsu, Niigata (Naoetsu)
- Amagasaki, Hyōgo
- Osaka
- Wakayama
- Kitakyushu, Fukuoka (Kokura)

### Joint ventures (med ArcelorMittal)
- New Carlisle i Indiana i USA (bygget i 1991)[7]
- AM/NS Calvert. Tidligere ThyssenKrupp Steel USA og lokaliseret i Calvert i Alabama, værket blev opkøbt af ThyssenKrupp gennem et 50/50 joint partnership med ArcelorMittal i februar 2014, hvorefter det skiftede navn til AM/NS Calvert. [8]